# Kehdingen (Schiff)
Die Kehdingen war ein deutscher Fischdampfer, der im Ersten Weltkrieg als Vorpostenboot in einem Gefecht mit britischen Zerstörern in der Nordsee versenkt wurde.

## Geschichte
Das Schiff lief am 17. Oktober 1906 mit der Baunummer 575 bei der Werft Stettiner Oderwerke in Stettin vom Stapel. Die Indienststellung fand am 19. November 1906 mit dem Fischereikennzeichen SD 39 statt. Die Kehdingen wurde bis zum Beginn des Ersten Weltkriegs als Fischereifahrzeug verwendet.
Im August 1914 wurde das Schiff von der Kaiserlichen Marine nach dem Kriegsleistungsgesetz von 1873 für Hilfsdienste herangezogen und in die Nordseevorpostenflottille integriert. Spätestens Anfang 1916 wurde das Schiff zusammen mit den Vorpostenbooten Bismarck und Dithmarschen Teil der Sondergruppe Schlieder, die in der westlichen und nördlichen Nordsee zur U-Bootbekämpfung, Aufklärung und Zerstörung von Seekabeln eingesetzt wurde. Dabei wurde die Kehdingen auch als U-Boot-Falle mit der Legende eines holländischen Fischdampfers eingesetzt. Am 17. November 1917 geriet sie 50 Seemeilen nordwestlich von Helgoland während der Zweiten Seeschlacht bei Helgoland in ein Gefecht mit britischen Zerstörern und wurde versenkt. Dabei kamen sieben Mann der Besatzung ums Leben.
Der letzte Kommandant war der Leutnant zur See und spätere Konteradmiral Hermann von Bredow, Sohn von Konteradmiral Joachim von Bredow.